# Megalogomphus cochinchinensis
Megalogomphus cochinchinensis – gatunek ważki z rodziny gadziogłówkowatych (Gomphidae).